# فيليبا شويلر
فيليبا شويلر (بالإنجليزية: Philippa Schuyler)‏ هي ملحنة وصحفية وعازفة بيانو أمريكية، ولدت في 2 أغسطس 1931 في نيويورك في الولايات المتحدة، وتوفيت في 9 مايو 1967 بسبب غرق.

## وصلات خارجية
- فيليبا شويلر على موقع ميوزك برينز (الإنجليزية)
- فيليبا شويلر على موقع ديسكوغز (الإنجليزية)